# Gerhard Birk (Historiker)
Gerhard Birk (* 29. April 1938 im Regierungsbezirk Breslau, Niederschlesien) ist ein deutscher Historiker und Archivar.

## Leben
Mit dem Ende des Zweiten Weltkrieges mussten Birk und seine Familie ihre schlesische Heimat verlassen, er lebte zunächst bei Verwandten in Berlin. Nach einer abgebrochenen Lehre als Landwirt erlernte er den Beruf eines Buchhalters und Großhandelskaufmanns. Seinen Abschluss der Mittleren Reife holte er an der Abendschule nach und bestand an der Arbeiter- und Bauernfakultät das Abitur. Von 1958 bis 1960 leistete er seinen Wehrdienst als Angehöriger der Luftstreitkräfte der Nationalen Volksarmee. 
Er studierte Germanistik und Geschichte an der Pädagogischen Hochschule Potsdam und promovierte dort 1968 mit der Dissertation  Der Mißbrauch literarischer Elemente zur Herausbildung unechter Heimatbeziehungen zu bestimmten Territorien sozialistischer Staaten als Methode zur Erzeugung revanchistischer Einstellungen bei der Jugend der Bundesrepublik Deutschland zum Dr. phil. Außerdem absolvierte er ein Fernstudium für Archivwissenschaft an der Humboldt-Universität Berlin. 
Birk wurde wissenschaftlicher Mitarbeiter am Institut für Kulturgeschichte und am Zentralinstitut für Geschichte bei der Akademie der Wissenschaften der DDR. Als solcher war er regelmäßig Mitautor des Jahrbuchs für Volkskunde und Kulturgeschichte und der Zeitschrift Militärgeschichte. Mit der Deutschen Wiedervereinigung 1990 erhielt er die Berufung zum Vize-Chef des Brandenburgischen Landeshauptarchivs. Im Jahre 2000 trat er in den Ruhestand. Gerhard Birk, der in  Ludwigsfelde lebt, ist Autor und Herausgeber zahlreicher regionalhistorischer, volkskundlicher und kulturgeschichtlicher Veröffentlichungen. 2005 erschien sein autobiografischer Roman Gefrorene Tränen – blutiger Schnee. Flucht und Vertreibung aus Schlesien. Er ist seit 1966 mit der Lehrerin Liane Birk verheiratet, sie haben einen Sohn und eine Tochter.

## Veröffentlichungen (Auswahl)
- Ludwigsfelder Geschichte und Geschichten. 8 Teile, 1986 bis 2001.
- Ein düsteres Kapitel Ludwigsfelder Geschichte 1936–1945. Entstehung und Untergang der Daimler-Benz-Flugzeugmotorenwerke. Arbeitskreis Heimatgeschichte, Ludwigsfelde 1986.
- Bismarcks Ausnahmegesetz gegen die Sozialdemokratie. (Illustrierte historische Hefte, Heft 44), Deutscher Verlag der Wissenschaften, Berlin 1987, ISBN 3-326-00263-7.
- Verwehte Spuren. Kerzendorf – historisches Mosaik eines märkischen Gutsdorfes. Märkischer Verlag, Wilhelmshorst 1998, ISBN 978-3-931329-11-2.
- Verwehte Spuren. Parochie Gröben – historisches Mosaik zur Geschichte der Mark Brandenburg.  Märkischer Verlag, Wilhelmshorst 1999, ISBN 978-3-931329-19-8.
- Ludwigsfelde. Geschichte in Bildern. Sutton, Erfurt 1999, ISBN 978-3-89702-108-2.
- Die Region Zossen in alten Ansichten. Sutton, Erfurt 2000, ISBN 978-3-89702-203-4.
- Der Teltowkanal. Ein Jahrhundertbauwerk. Sutton, Erfurt 2000, ISBN 978-3-89702-245-4.
- Von der Katzbach bis an den Main. Mironde-Verlag, Niederfrohna 2008, ISBN 978-3-937654-33-1.
- Die Wiederentdeckung des bundesdeutschen Ostens. Geschichten zur Zeitgeschichte. Pro Business, Berlin 2011, ISBN 978-3-86386-101-8.
- Gott und die Welt. Geschichten zur Zeitgeschichte. Pro Business, Berlin 2012, ISBN 978-3-86386-291-6.
- Verbrechen, die nicht ungesühnt bleiben dürfen. Der Leidensweg eines Missbrauchsopfers. Pro Business, Berlin 2013, ISBN 978-3-86386-588-7.
- Christentum. Fiktionen, Fakes, Fakten. Aphorismen, Zitate, Thesen, Essays und Fragen zum Thema Kirche, Katholizismus bis Kindesmissbrauch. Pro Business, Berlin 2019, ISBN 978-3-96409-120-8.